# چم مهاوی
چم مهاوی، روستایی از توابع بخش مرکزی شهرستان بندر ماهشهر در استان خوزستان ایران است.

## جمعیت
این روستا در دهستان جراحی قرار دارد و براساس سرشماری مرکز آمار ایران در سال ۱۳۸۵، جمعیت آن ۱۱۵ نفر (۲۱خانوار) بوده‌است.